# Alberte Vingum
Alberte Vingum Andersen (født 14. november 2004) er en dansk fodboldspiller, der spiller målvogter for HB Køge i Elitedivisionen og Danmarks kvindefodboldlandshold.

## Fodboldkarriere

### Klubhold
Hun har tidligere spillet for barndomsklubben TPI Fodbold, og senere Odense Q, på et højere niveau. 
I september 2021 skrev hun kontrakt med de forsvarende danske mestre fra HB Køge, hvor hun skulle fungere som andetvalg for amerikanske Kaylan Marckese. Den 29. maj 2022 fik hun hendes officielle debut for førsteholdet, i en slutspilskamp i Gjensidige Kvindeligaen mod FC Thy-Thisted Q der endte 5–2 til Køges fordel. Siden mesterskabsslutspillet, den 29. april 2023 har Vingum stået fast for de danske mestre.  

### U/Landshold
Hun har flere gange optrådt for de danske ungdomslandshold og for EM-kvalifikationen til U/19-EM i fodbold for kvinder.

### A/Landshold
Dagen efter hendes debut for HB Køge, den 31. maj 2022, blev hun for første gang udtaget til A-landsholdet, til en officiel venskabskamp mod Østrig i Wiener Neustadt. Hun fik dog ingen spilletid, eftersom hun var med som tredjevalg. Hun har efterfølgende været udtaget til det danske A-landshold flere gange.
Alberte debuterede for A-landsholdet d. 25. oktober 2024 mod Sydafrika, hvor hun blev skiftet ind i pausen og stod sine første 45 minutter i anden halvleg.

## Meritter
- Elitedivisionen:
  - Vinder (1): 2022
  - Vinder (1): 2023 [7]